# Francisca Bezón
Francisca Bezón (Madrid — ibid. 2 de enero de 1703), conocida como "La Bezona", fue una actriz, 'autora' y música española del Siglo de Oro Español. Durante años, los investigadores la consideraron hija natural del dramaturgo y poeta Francisco de Rojas Zorrilla.

## Biografía
Nacida con bastante probabilidad en el Madrid de Felipe IV, Francisca Bezón fue hija adoptiva de la actriz Ana María de Peralta y Escobedo, también apodada "la Bezona" y de Gregorio de Rojas alias "Juan Bezón". En la temporada 1657-8 ya aparece como comedianta distinguida en la compañía de Juan Tapia. En esa época debió casarse con Vicente de Olmedo, benjamín del actor y empresario Alonso de Olmedo.
Mediado el XVII Francisca, al parecer indispensable haciendo el papel de gitana en el drama del calderoniano Antonio de Solís y Rivadeneyra Amor y obligación, y estándose representando este en el Coliseo de Palacio en los días previos al Corpus, abortó como resultado del ajetreo de idas y venidas a la corte y los habituales calores de finales del mes de junio en Madrid. El mal parto no se la llevó a la tumba y queda noticia de que en 1659 estaba de nuevo en los escenarios madrileños bailando en la obra Los Juan Ranas.
También visitó la corte de París, llegando a permanecer once años en Francia con la compañía de Sebastián de Prado. Se le concede además a La Bezona, el mérito de haber conquistado la corte de Luis XIV con su interpretación de la comedia clásica española, seducción que contribuyó a que la compañía fuese protegida durante más de dos lustros por la reina María Teresa, hija de Felipe IV y esposa del Rey Sol.
De regreso a España, figuró en Madrid como primera dama (primera actriz) en las compañías de Manuel Vallejo y Antonio de Escamilla. Todavía el 3 de junio de 1683, ya madura y 'autora' (sinónimo en su época de empresaria teatral), la compañía de "la Bezona" hizo en palacio una representación particular de la referida obra Amor y obligación; y un año después aparecen representando El desdén, con el desdén, de Agustín Moreto.
Casiano Pellicer, en el segundo tomo de su  singular tratado, recoge algunos de los homenajes literarios que "la Bezona" provocó a lo largo de su vida profesional. Murió con las primeras luces del siglo XVIII en la villa que supuestamente la vio nacer.